# Bramy miejskie w Krakowie

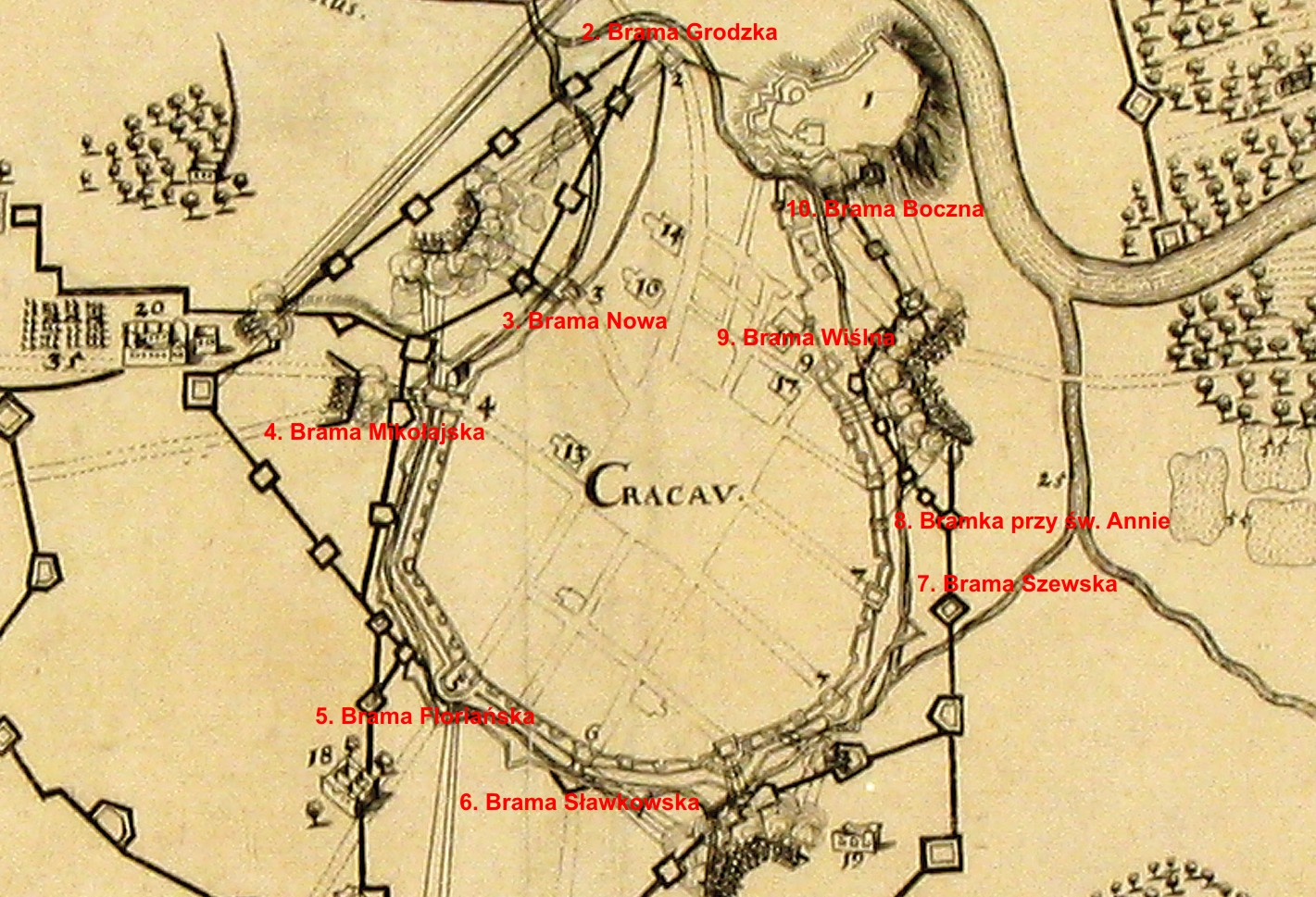
Bramy miejskie na planie Krakowa z 1657

Bramy miejskie w Krakowie – bramy wjazdowe do miasta lokacyjnego w obrębie miejskich murów obronnych. Było ich od 7 do 9 w zależności od sposobu liczenia (siedem podstawowych czynnych, przy czym jedna z nich przestała pełnić swoją funkcję i z czasem została zamurowana, jednak była widoczna, ósma brama zastąpiła tę zamurowaną, natomiast ostatnia – dziewiąta pełniła jedynie funkcję furty głównie dla ruchu pieszego), dodatkowo źródła wspominają o dwóch furtach dla ruchu pieszego.
Najstarsze księgi miejskie wzmiankują bramy w następującej kolejności:
1. Brama Rzeźnicza (Porta Carnificum), 1288
2. Brama Grodzka (Porta Castrensis), 1298
3. Brama Floriańska (Porta S. Floriani), 1307
4. Brama Wiślna (Porta Visle lub Porta Vistulea), 1310
5. Brama Sławkowska (Porta Slavkoviensis lub Porta Clakoufika), 1311
6. Brama Mikołajska (Porta S. Nikolai), 1312 – zastąpiła Rzeźniczą
7. Brama Szewska (Porta Sutorum), 1313
8. Brama Nowa (Nova Porta)
9. Brama Poboczna (Porta Lateranea)
10. Furta Żydowska, późniejsza Furta przy św. Annie (Portula Judeorum lub Porta Sacararinia)
11. Furta Biskupia (Porta Episcopi)